# Hua'an
Hua'an är ett härad inom staden Zhangzhou på prefekturnivå i provinsen Fujian i sydöstra Kina.
Hua'an är indelat i sex köpingar, tre socknar och en administrativ enhet på sockennivå.
Köpingar (zhen):

- Fengshan (丰山镇)
- Gao'an (高安镇)
- Huafeng (华丰镇)
- Shajian (沙建镇)
- Xiandu (仙都镇)
- Xinxu (新圩镇)

Socknar (xiang):

- Gaoche (高车乡)
- Hulin (湖林乡)
- Makeng (马坑乡)

Områden på sockennivå:
- Fujian Tulou Hua'an Lüyouqu turistområde (福建土楼华安旅游区)